# Mulle (kortspel)
Mulle är ett kortspel som har utvecklats ur spelet byggkasino, vilket i sin tur är en vidareutveckling av kasino. Mulle är ett vanligt förekommande spel på svenska fångvårdsanstalter.
Spelet går ut på att vinna kort, som är utlagda på bordet, genom att matcha dessa mot kort på handen med motsvarande siffervärden. Två sammanblandade kortlekar används. Liksom i kasino delas poäng ut för bland annat vunna värdekort; dessutom får man poäng för varje mulle, det vill säga för ett kort som tagits med hjälp av ett kort med samma valör och samma färg.
Spelet har fått sitt namn efter den äldre speltermen "mulle", som ursprungligen användes om ett kort som kuperades fram ur en kortlek vid sidan om och som gav motsvarande kort i den lek man spelade med ett speciellt värde.